# Elba
Elba (tiếng Ý: isola d'Elba, phát âm [ˈiːzola ˈdelba]; tiếng Latinh: Ilva) là một đảo Địa Trung Hải trong vùng Toscana, Ý, cự ly 20 kilômét (12 mi) so với thị xã duyên hải Piombino.
Là đảo lớn nhất trong quần đảo Tuscan, đảo Elba cũng là một phần của Vườn quốc gia Quần đảo Toscano và là đảo lớn thứ ba ở Ý sau các đảo Sicilia và Sardegna. Nó nằm giữa biển Tyrrhenus và biển Ligure, khoảng 50 km (30 dặm) về phía đông của đảo Pháp Corse. Đảo được chia thành 8 khu tự quản, trong đó Portoferraio là đô thị lớn nhất, ngoài ra còn: Campo nell'Elba, Capoliveri, Marciana, Marciana Marina, Porto Azzurro, Rio Marina, và Rio nell'Elba, thuộc tỉnh Livorno, với tổng dân số 30.000 dân và tăng lên đáng kể vào mùa hè. Elba còn nổi tiếng vì là nơi mà Hoàng đế Napoleon từng bị lưu đày.

## Giao thông
Elba có thể tới được bằng phà có chở xe hơi từ Piombino. Từ đó có phà tới cảng Portoferraio, Cavo (xã Rio Marina) và Rio Marina. Một chuyến phà nhanh từ Piombino tới Portoferraio mất khoảng 30 phút, còn phà thường mất khoảng 1 tiếng. Tại xã Campo nell'Elba có phi trường Marina di Campo.